# Legione Lombarda
La Legione Lombarda fu un'unità militare della Repubblica Transpadana e dell'Armée d'Italie di Napoleone Bonaparte, composta da italiani e attiva durante la campagna d'Italia. La repubblica transpadana fu costituita nel 1796 da Napoleone in seguito all'occupazione militare francese della Lombardia, tolta agli austriaci, e alla sua costituzione in repubblica sorella della  Francia rivoluzionaria, imitandone istituzioni e leggi, e la Legione Lombarda fu il primo reparto militare italiano ad avere come stendardo un vessillo tricolore bianco, rosso, e verde.
I tre colori nazionali italiani avevano debuttato a Genova il 21 agosto 1789 su una coccarda tricolore, mentre il 7 gennaio 1797 lo stendardo tricolore divenne per la prima volta vessillo nazionale di uno Stato italiano, la Repubblica Cispadana.

## Storia

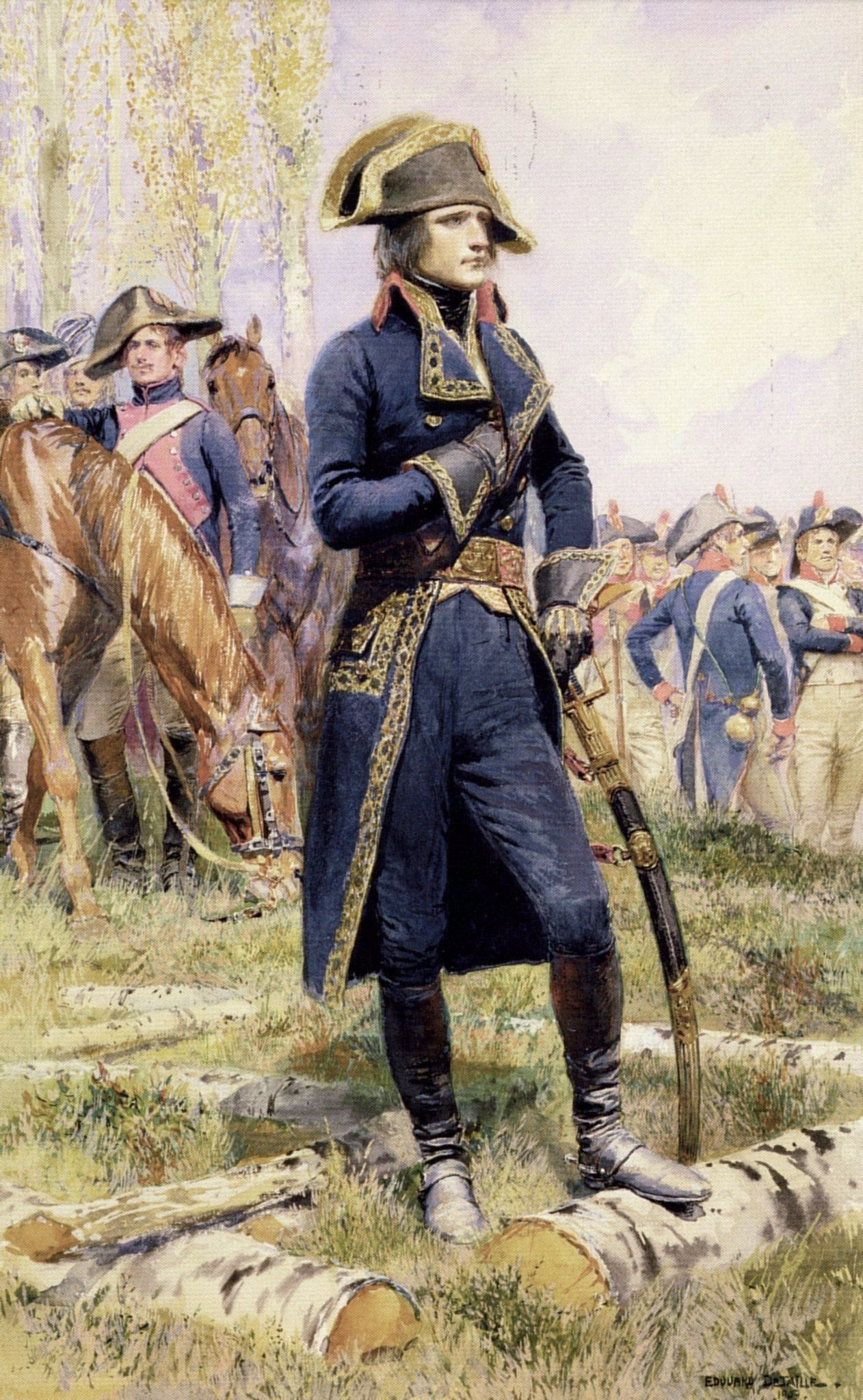
Napoleone Bonaparte, generale francese comandante dell'Armata d'Italia

All'inizio dell'occupazione militare francese vennero costituite delle Guardie civiche municipali il cui obiettivo era quello di occuparsi dell'ordine pubblico della sicurezza nelle città e nelle zone di guerra dove operavano le truppe dell'esercito francese.
In seguito Napoleone Bonaparte, comandante in capo dell'Armata d'Italia, decise di costituire una forza armata formata da soldati italiani che superasse le milizie cittadine. In particolare, in Lombardia, fu istituita l'Amministrazione generale della Lombardia, che operava in seno a una delle cosiddette repubbliche sorelle della Francia rivoluzionaria, la Repubblica Transalpina, che venne fondata l'11 maggio 1796.
Per assicurare l'ordine nel territorio lombardo, il 20 vendemmiaio anno V (11 ottobre 1796), venne costituita la Legione Lombarda. Questa unità militare aveva anche il ruolo di difesa dei confini della Repubblica Transpadana e fu dispiegata in diversi combattimenti e teatri della campagna d'Italia.
Il 29 giugno 1797, con l'unione tra le repubbliche Cispadana e Transpadana, si costituì la Repubblica Cisalpina, un organismo statale con capitale Milano. Contestualmente la Legione Lombarda si fuse con la Legione Cispadana a formare la prima Armata cisalpina.
Alcuni reparti superstiti della Legione Lombarda ripararono in Francia, dove insieme a quanto rimaneva delle forze armate della Repubblica Romana (1798-1799) e della Repubblica Napoletana (1799), formarono la Legione Italica (o Italiana) che prese parte, con l'armata di riserva di Napoleone Bonaparte, alla seconda campagna d'Italia.

## Organici
La Legione Lombarda era dotata di un proprio Stato maggiore, alla testa del quale c'era, col grado di Capo di brigata, l'Aiutante di Campo di Bonaparte, Giuseppe Lahoz, affiancato da due aiutanti generali col grado di capobattaglione, Pietro Teulié e Giovanni Francesco Julhien.
La Legione era suddivisa in sette coorti di 500 uomini (tre arruolate nella città di Milano, una da Cremona e Casalmaggiore, una da Lodi e Pavia, una da Como, ed infine una composta da patrioti provenienti in prevalenza dallo Stato Pontificio e dal Regno di Sicilia), che corrispondevano ai moderni battaglioni e che erano suddivise, a loro volta, in cinque centurie da 100 uomini ciascuna, più una di granatieri:
- 1º capobattaglione Marcello Vandoni
- 2º capobattaglione Gillot Rougier
- 3º capobattaglione Giacomo Ferrant
- 4º capobattaglione Domenico Pino
- 5º capobattaglione Anselmo Serres
- 6º capobattaglione Giacomo Fontane
- 7º capobattaglione Francesco Robillard

Le unità di artiglieria erano invece organizzate in due compagnie formate ciascuna da 48 uomini che potevano disporre di quattro pezzi di artiglieria. La Legione Lombarda ebbe il suo battesimo del fuoco durante la battaglia di Arcole (dal 15 al 17 novembre 1796) e successivamente contro le forze pontificie sul torrente Senio (2 febbraio 1797).
In totale, la Legione si componeva di 3.741 uomini posti al comando dell'ex patrizio milanese Alessandro Trivulzio. In questa unità militarono anche Ugo Foscolo e Vincenzo Cuoco.

## La bandiera militare
La Legione Lombarda venne dotata di un vessillo militare rosso, bianco e verde. La prima citazione di un tricolore italiano come bandiera militare è presente in una circolare del 27 vendemmiaio dell'anno V (18 ottobre 1796) diretta ai governi provvisori di Bologna, Ferrara, Modena e Reggio Emilia; alle quattro città, federatesi due giorni prima per la difesa comune, nella circolare venivano indicate le norme di formazione della legione militare (per la denominazione di questo corpo militare fu scelta la storia dell'antica Roma, con il richiamo delle legioni romane) a cui tutte dovevano partecipare, e vi si citava la bandiera a tre colori nazionali italiani anche se questi colori non fossero esplicitamente riportati; nonostante ciò, in un prologo della circolare, veniva comunicato che la norma «è una traccia che il generale in capite dell'armata francese in Italia le ha consegnato». Il "generale" riportato è naturalmente Napoleone Bonaparte, la cui intromissione nei più minuti dettagli dell'istituzione del nuovo corpo armato viene confermata nel verbale della prima riunione della Giunta di difesa generale dove tra l'altro si legge:
(Verbale della prima riunione della Giunta di difesa generale)

Lo stendardo dei cacciatori a cavallo della Legione Lombarda, il cui originale è conservato al museo del Risorgimento di Milano

I colori nazionali, mai riportati, probabilmente erano stati concordati dai rappresentanti dei governi federati nella prima riunione del 16 ottobre traendoli da quelli già usati dai transpadani; questa ipotesi è rafforzata da un'ulteriore deliberazione, a proposito dell'uniforme della Legione, dove si legge che essa «avrà la forma e colori stessi di quello delle truppe assoldate che è lo stesso già ammesso dai nostri confratelli milanesi»; bisogna anche considerare che i colori transpadani fossero con tutta probabilità del tutto sconosciuti ai partecipanti al congresso modenese (erano stati scelti solo dieci giorni prima della deliberazione cispadana), ma questo aveva poca importanza perché le deliberazioni erano in realtà prese da Bonaparte e perciò non discutibili.
Infatti l'8 ottobre era stato pubblicato a Milano un proclama, in cui si dichiarava che era stata presentata due giorni prima una petizione firmata da migliaia di patrioti e in cui si chiedeva al Generale la costituzione di una Legione lombarda, la quale avrebbe combattuto al fianco dei francesi, (in realtà l'iniziativa risaliva al Bonaparte stesso, e la petizione era stata fatta girare dal Comitato di polizia; a riprova di ciò i volontari furono poi molti meno dei firmatari).
Il giorno successivo fu pubblicato dall'Amministrazione generale il Piano di organizzazione della Legione Lombarda, che si presentava suddivisa in sette coorti; all'interno del Piano comparve per la prima volta un tricolore nazionale lombardo diverso dal francese con una dizione praticamente identica a quella presente nelle Norme emanate dalla Giunta di difesa cispadana, fatto che conferma una volta di più che era stato Napoleone stesso a dettare in entrambi i casi le norme. Ogni coorte era dotata di un:
(Prospetto della formazione della Legione Lombarda)
Da una lettera inviata l'11 ottobre da Bonaparte al Direttorio, e in cui viene illustrata l'organizzazione della nuova Legione Lombarda, apprendiamo che la scelta dei colori del nuovo vessillo, che ricalcava la bandiera francese, era stata preceduta da una deliberazione:
(Napoleone Bonaparte)
A tal proposito, uno dei patrioti milanesi filo napoleonici, l'avvocato Giovanni Battista Sacco, dichiarò:
(Giovanni Battista Sacco)

Immagine del 1914 dell'Albero della libertà piantato a Conselice durante la settimana rossa

La Legione Lombarda fu quindi il primo reparto militare italiano ad avere come stendardo un vessillo tricolore. La bandiera tricolore venne proposta a Napoleone dai patrioti milanesi. Secondo le fonti più autorevoli la scelta perpetrata dai membri della Legione Lombarda di sostituire il blu della bandiera francese con il verde è anche legata al colore delle divise della Milizia cittadina milanese i cui componenti, fin dal 1782, indossavano un'uniforme di questa tonalità, ovvero un abito verde con mostrine rosse e bianche; per tale motivo, in dialetto milanese, i membri di questa guardia comunale erano popolarmente chiamati remolazzit, ovvero "piccoli rapanelli", richiamando le rigogliose foglie verdi di questo ortaggio.
Il fatto che la decisione di dotare le Legione Lombarda di un vessillo militare tricolore fosse passata praticamente inosservata, perlomeno per i cronisti dell'epoca, si deve al fatto che la bandiera scelta fosse ancora solamente un vessillo militare a cui non venne data particolare importanza, mentre la comunicazione di Bonaparte al Direttorio rifletteva invece la nuova sensibilità dei francesi a questo riguardo, e quindi il nuovo significato attribuito ai simboli nella Francia rivoluzionaria; per gli enti italiani che accolsero la "proposta" di Napoleone, i nuovi colori (presenti sulla divisa e sulla bandiera) sarebbero serviti solo per distinguere sul campo di battaglia le truppe italiane da quelle dei loro alleati, senza avere un significato politico o "nazionale".
Questa affermazione, oltre ad essere confermata da un canto popolare dell'epoca, è corroborata da altre prove; ad esempio a Modena la bandiera che ornava l'Albero della libertà continuò ad essere, per molti mesi dopo il provvedimento che adottava il vessillo con il verde, quella francese, e ciò si verificò anche a Bologna e a Cento; inoltre anche la Guardia nazionale milanese, nata dalla trasformazione dell'antica milizia cittadina e riorganizzata il 2 novembre 1796, ricevette come bandiera, il 20 novembre, il tricolore francese e non quello consegnato alla Legione Lombarda quattordici giorni prima. Il fatto che questa bandiera fosse proprio il tricolore francese è confermato da svariate fonti, tra cui il Corriere Milanese del 21 novembre, che riporta:
(Corriere Milanese del 21 novembre 1796)

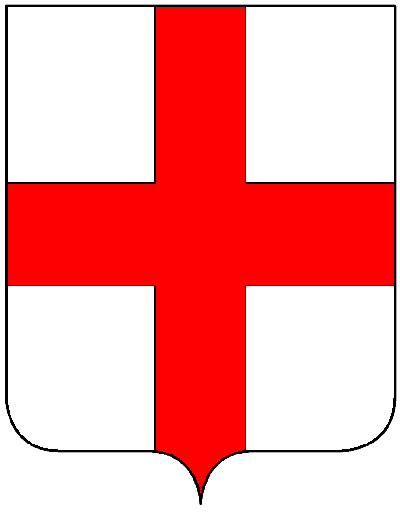
Lo stemma comunale di Milano

La bandiera della Guardia nazionale milanese rimase tale fino alla fine di gennaio 1797 quando, per ordine di Napoleone, fu stabilito che dovesse «portare i tre colori italiani verde, bianco e rosso»; disposizione riportata anche nel nuovo Piano di organizzazione della guardia nazionale cisalpina in cui veniva anche specificato che: «Ciascun battaglione avrà una bandiera con tre colori nazionali […]; fatti analoghi di svolsero a Modena nello stesso modo.
In ogni caso si tratta ancora di una bandiera "militare" e non "nazionale" o "di Stato". Tutte le repubbliche instaurate in Italia dai francesi portarono un tricolore ad imitazione di questi ultimi: la preferenza per il bianco e il rosso dell'amministrazione milanese discese dal fatto che questi colori fossero presenti nella bandiera d'oltralpe e anche sullo stemma cittadino "d'argento (bianco) alla croce di rosso", mentre la scelta del verde è dovuta al fatto che questo colore era caratteristico delle milizie milanesi e discendeva dall'uniforme della milizia cittadina concessa a quest'ultima dall'imperatore Giuseppe II con dispaccio del 18 aprile 1782:
(Dispaccio di Giuseppe II d'Asburgo-Lorena)
I colori presenti furono dunque verde e bianco con una netta prevalenza del primo che, essendo anche il colore del soprabito, divenne quello distintivo della milizia. Diventando quindi abituale all'occhio dei milanesi, i miliziotti furono soprannominati ramolazzil (dal nome milanese di una specie di rapa). Questa divisa fu ereditata dalla Guardia nazionale, che sostituì la milizia dopo l'arrivo dei francesi: sugli abiti fu accentuata la prevalenza del verde rendendo di questo colore anche i pantaloni dell'uniforme. Questo colore passò anche al primo corpo di milizia "regolare" organizzato dalla città, la Legione Lombarda, destinato a combattere a fianco delle truppe napoleoniche; in seguito, tutti i soldati che portarono questa divisa furono conosciuti come "verdi". Fu quindi per questo motivo che il verde, insieme al rosso e al bianco, passò sulla coccarda e sulla bandiera tricolore della Legione, bandiera che doveva poi divenire il tricolore italiano.
Anche lo storico milanese Francesco Cusani nella sua Storia di Milano parla di questa avvenimento:
(Francesco Cusani in Storia di Milano)

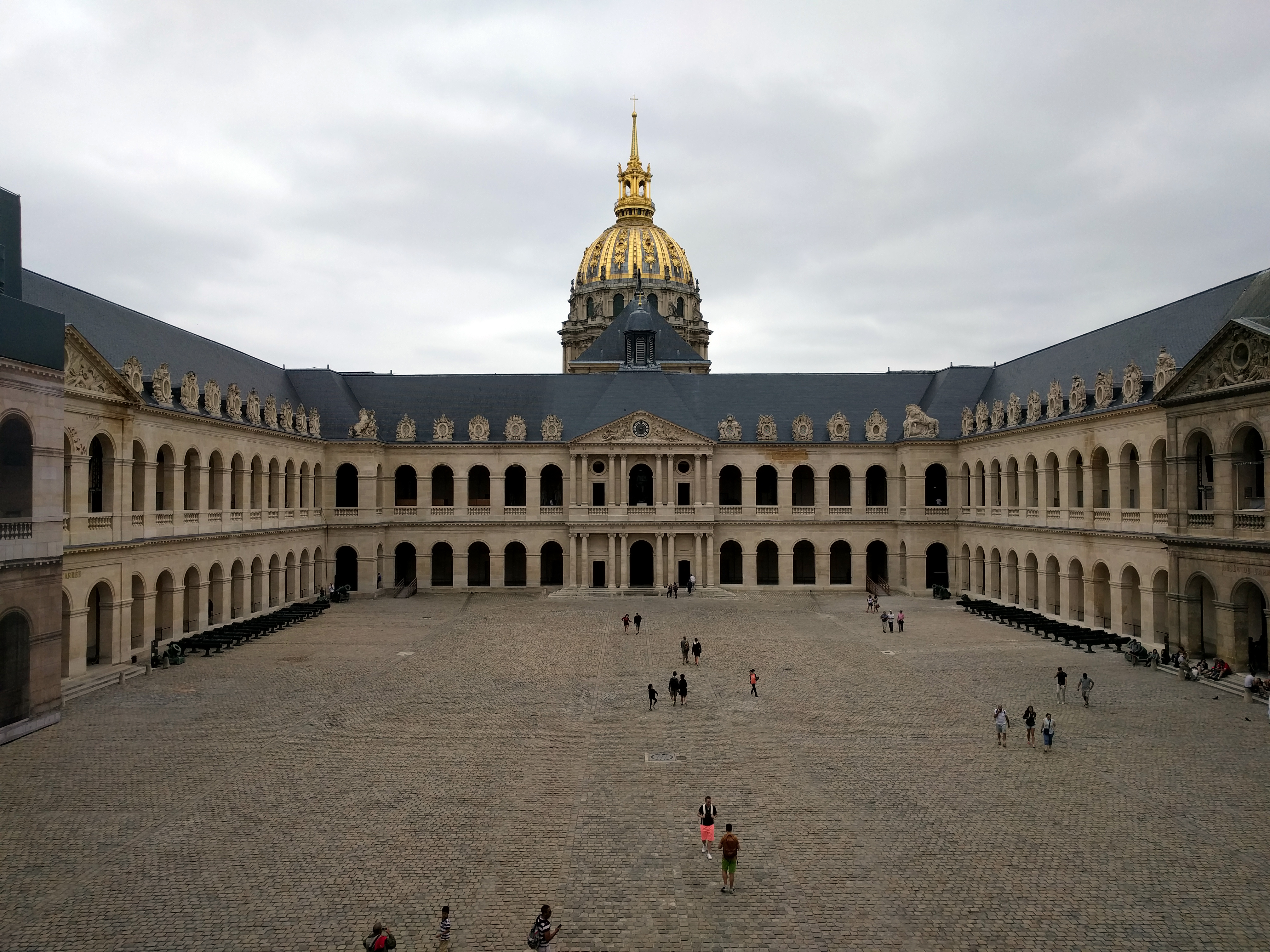
L'Hôtel des Invalides di Parigi, che ospita il musée de l'Armée. All'interno di questo polo museale è conservata una delle bandiere militari originali della Legione Lombarda, ovvero una di quelle consegnate da Napoleone il 6 novembre 1796

Il Bonfanti fu uno dei pochi ufficiali a passare dalla Milizia, dove era capitano di uno dei Terzi, alla Guardia nazionale. Il debutto del tricolore, a cui è legata la prima approvazione ufficiale della bandiera italiana da parte delle autorità, fu quindi usata come insegna militare della Legione Lombarda e non ancora come bandiera nazionale di uno Stato.
Il 6 novembre 1796 la prima coorte della Legione Lombarda ricevette il proprio vessillo tricolore nel corso di una solenne cerimonia alle ore cinque pomeridiane in piazza del Duomo a Milano. La bandiera si presentava divisa in tre fasce verticali; riportava inoltre la scritta "Legione Lombarda" e il numero di coorte, mentre al centro era presente una corona di quercia che racchiudeva un berretto frigio e una squadra massonica con pendolo.
Bandiere della stessa foggia furono assegnate anche alle altre cinque coorti costituite. Tutti e sei i vessilli sono ancora esistenti: cinque esposti all'Heeresgeschichtliches Museum di Vienna e uno al musée de l'Armée di Parigi. Una bandiera della Legione Lombarda consegnata solo successivamente alla coorte dei cacciatori a cavallo, risalente al 1797, è conservata al museo del Risorgimento di Milano.
Con il susseguirsi delle vittorie militari di Napoleone e la conseguente nascita delle repubbliche favorevoli agli ideali rivoluzionari, in molte città italiane si assunsero, sugli stendardi militari, il rosso, il bianco e il verde quali simbolo di innovazione sociale e politica.